# Spryginia afghanica
Spryginia afghanica är en korsblommig växtart som beskrevs av Viktor Petrovitj Botjantsev. Spryginia afghanica ingår i släktet Spryginia och familjen korsblommiga växter. Inga underarter finns listade i Catalogue of Life.